# Deepika Soreng
Pour les articles homonymes, voir Soreng.
Deepika Soreng est une joueuse internationale de hockey sur gazon indienne qui joue au poste d'attaquante au Railway Sports Promotion Board et avec l'équipe nationale indienne.

## Carrière
- Inde espoirs : débuts en équipe espoirs en 2022 pour concourir à la Coupe du monde U21 à Potchefstroom en Afrique du Sud.

## Palmarès
- : Coupe d'Asie U21 2023